# Єтагун
Єтагун — офшорне газоконденсатне родовище в затоці Мартабан (Андаманське море) поблизу узбережжя М'янми.

## Загальна характеристика
Відкрите у 1992 році в районі з глибинами моря біля 100 метрів. Поклади вуглеводнів знайдені у відкладеннях міоцену. Колектори — пісковики, сформовані в умовах річкової дельти.
Запаси Єтагуну оцінюються у 85-118 млрд м³ газу та 80 млн барелів конденсату.

## Облаштування родовища
Розробку Єтагун організував консорціум за участі малайзійської Petronas (40,91 %, оператор, придбала права, які колись належали відкривачу родовища компанії Texaco), таїландської PTTEP та японської Nippon Oil (по 19,32 %), а також місцевої Myanmar Oil and Gas Enterprise (MOGE, 20,45 %).
Підготовчі роботи з облаштування Єтагуну стартували у 1996 році, безпосередньо видобуток розпочався в 2000-му. На родовищі встановили дві платформи — Yet A для розміщення фонтанних арматур та Yet B з обладнанням підготовки продукції. У 2012 році з метою компенсації падіння пластового тиску додали компресорну платформу Yet C. Також використовується плавуче сховище/відвантажувальний термінал Yetagun FSO для зберігання конденсату з об'ємом резервуарів 606 тисяч барелів.
В середині 2010-х до потужностей Єтагун через трубопровід довжиною 11 км та діаметром 250 мм підключили платформу для фонтанних арматур Yet D, встановлену на родовищі-сателіті Йєтагун-Північ.
Видача продукції родовища здійснюється по газопровідній системі М’янма — Таїланд. Таїланд законтрактував об'єм у 11,3 млн м³ на добу, проте у 2015 році видобуток на Єтагун через природне виснаження родовища впав до 10,2 млн м³ на добу, що може створити складнощі із виконанням контракту.